# Martha Burns
Pour les articles homonymes, voir Burns.
Martha Burns, née le 23 avril 1957 à Winnipeg, est une actrice canadienne.

## Biographie
En 1985, Martha Burns a joué le rôle de Florence Nightingale dans une comédie musicale écrite par l'acteur-réalisateur canadien Paul Gross.
Elle est la conjointe de Paul Gross. Ils ont des enfants et elle travaillerait chez Serenpidity films de Toronto.

## Filmographie
- 2012 : The Samaritan : Gretchen
- 2011 : French Immersion (C'est la faute à Trudeau) :
- 2013 : Enquêtrice malgré elle (After All These Years) (TV) : Phyllis